# Échourgnac
Échourgnac is een gemeente in het Franse departement Dordogne (regio Nouvelle-Aquitaine) en telt 419 inwoners (2005). De plaats maakt deel uit van het arrondissement Périgueux.

## Geografie
De oppervlakte van Échourgnac bedraagt 34,3 km², de bevolkingsdichtheid is 12,2 inwoners per km².
De onderstaande kaart toont de ligging van Échourgnac met de belangrijkste infrastructuur en aangrenzende gemeenten.

## Demografie
Onderstaande figuur toont het verloop van het inwonertal (bron: INSEE-tellingen).